# No. 457 Squadron RAAF
Le No. 457 Squadron RAAF est un squadron de la Royal Australian Air Force (RAAF). Équipé de chasseurs Supermarine Spitfire , il a été formé en Angleterre en juin 1941 en vertu de l'article XV de l'Empire Air Training Scheme. L'escadron a été transféré en Australie en juin 1942 et a combattu dans la région du Pacifique Sud-Ouest avant d'être dissous en novembre 1945.

## Histoire
Le No. 457 Squadron RAAF est créée le 16 juin 1941 pour participer à la Seconde Guerre mondiale dans le cadre de la guerre du Pacifique. L'unité est dissoute après la guerre le 7 novembre 1945.